# Eternitat del món
L'eternitat del món és la qüestió de si el món té un començament en el temps o ha existit des de l'eternitat. Va ser una preocupació tant per als filòsofs antics com per als teòlegs i filòsofs medievals del segle xiii. El problema es va convertir en el focus d'una disputa al segle xiii, quan algunes de les obres d'Aristòtil, que creia en l'eternitat del món, van ser redescobertes a l'Occident llatí. Aquesta visió entrava en conflicte amb la visió de l'Església catòlica que el món tenia un començament en el temps. La visió aristotèlica va ser prohibida a les Condemnes de 1210-1277.